# Beyond Beauty: Taiwan from Above
Pour plus de détails, voir Fiche technique et Distribution.
Beyond Beauty: Taiwan from Above (看見台灣) est film documentaire taïwanais réalisé par le photographe aérien Chi Po-lin en 2013.  Beyond Beauty: Taiwan from Above est film de 93 minutes qui documente entièrement Taïwan en photographie aérienne pour souligner la nécessité de réformes environnementales. Le succès du film est à l'origine d'une vague de mouvements sociaux et environnementaux  qui ont conduit à la mise en œuvre de  plusieurs mesures par le gouvernement taïwanais et diverses agences environnementales afin de prendre des mesures efficaces pour réduire la pollution de l'environnement,,,,,,.

## Synopsis
Beyond Beauty: Taiwan from Above montre Taïwan en perspective offrant du coup un aperçu de la beauté naturelle du pays ainsi que de l'effet des activités humaines et de l'urbanisation sur l'environnement. Le film induit délibérément son public en erreur car, plus qu'une célébration des beautés de la nature, il s'agit d'un réveil profondément inquiétant, incitant les taïwanais à développer leur conscience environnementale.  Le film permet au spectateur d'explorer Taïwan d'une hauteur et d'un angle jamais vus auparavant. Via les différents thèmes liés à l'environnement et les chapitres qui s'y rapportent, Chi Po-lin transforme le public en oiseau, planant au-dessus de Taïwan, pour témoigner ensemble de la beauté et de la douleur de l'île. Le film est produit par Hou Hsiao-Hsien et raconté par Wu Nien-Jen, avec une musique originale du compositeur  singapourien Ricky Ho,,,,,,,.        

## Fiche technique
- Titre : Beyond Beauty: Taiwan from Above
- Titre original : 看見台灣
- Réalisation : Chi Po-lin
- Musique : Ricky Ho, Nolay Piho
- Production : Hou Hsiao-Hsien
- Narration:  Wu Nien-Jen
- Distribution: Activator Marketing
- Pays :  Taïwan
- Langues : mandarin
- Durée : 93 minutes
- Date de sortie :  Taïwan : 1 novembre 2013[10].

## Distribution
- Xiang Hong
- Cing-Soong Lai
- Nolay Piho
- Nien-Jen Wu[17]

## Distinctions
Le film a été nommé dans les catégories du meilleur documentaire et de la meilleure musique de film originale lors de la 50e édition des Golden Horse Awards. Il y remporte le trophée du meilleur documentaire,. 